# První messénská válka
První messénská válka byla válka mezi Messénií a Spartou. Byla to jedna z prvních historicky zaznamenaných válek na evropském kontinentě. Příčinou bylo nedostatečně velké území Sparty. Válka skončila vítězstvím Sparty.

## Průběh
Válka začíná v roce 743 př. n. l. bitvou u obce Amfie, která byla Sparťany dobyta a obsazena. Sparťané v dalších třech letech pokračovali v dobývání Messénie, avšak v roce 740 př. n. l. se messénským obyvatelům podařilo Sparťany vyhnat ze své země. I přes porážky Sparty byli messénští obyvatélé nuceni se opevnit na hoře Ithómé, kde bude jeden z posledních odporů této války. V roce 733 př. n. l. zemřel messénský král Eufaes. Jelikož neměl potomky, tak si messénští obyvatelé zvolili nového krále Aristodéma. V bitvě pod horou Ithómé, v roce 728 př. n. l., messénské obyvatelstvo se svými spojenci porazili Sparťany. V roce 724 př. n. l. zemřel messénský král Aristodéma, obyvatelé si pouze si zvolili vojevůdce, a krátce nato byli Sparťany poraženi a opustili horu Ithómé. Messénské obyvatelstvo uznalo poražku v celé válce, a tím válka skončila. Podrobení obyvatelstva Méssénie způsobilo po zhruba 100 letech vzpouru a následně druhou messénskou válku.